# يهوشافات هاركابي
يهوشافات هاركابي (ولد عام 1921، حيفا؛ عسكري وضابط استخبارات إسرائيلي توفي عام 1994، القدس) وشغل منصب رئيس للاستخبارات العسكرية الإسرائيلية من عام 1955 إلى عام 1959، وبعد ذلك أستاذ العلاقات الدولية والدراسات الشرق أوسطية في الجامعة العبرية في القدس.

## نشأته

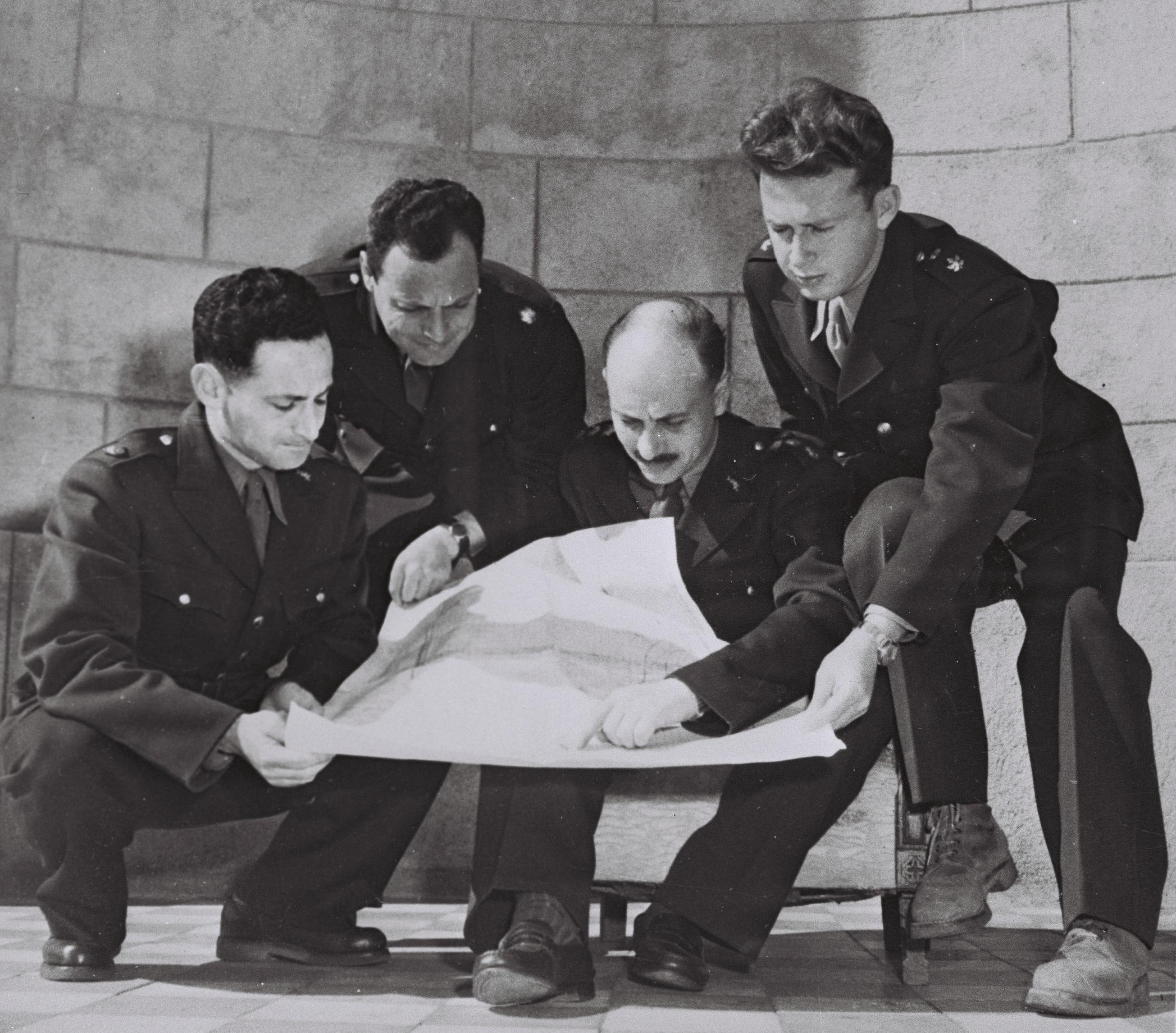
الوفد الإسرائيلي إلى محادثات اتفاقات الهدنة لعام 1949 في رودس. من اليسار إلى اليمين: القادة يهوشافات هاركابي، اريه سيمون، يغائيل يادين، إسحاق رابين (1949).

في عام 1943 التحق ب‍الجيش البريطاني وشارك في الحرب العالمية الثانية.
كان هاركابي لديه معرفة جيدة ب‍اللغة العربية، ومعرفة عميقة ب‍الحضارة العربية والتاريخ العربي، وفهم راسخ للإسلام. تطور من متشدد عنيد إلى مؤيد لدولة فلسطينية اعترف ب‍منظمة التحرير الفلسطينية كشريك تفاوضي. في عمله المعروف بساعة إسرائيل المشؤومة، وصف هاركابي نفسه بأنه "مكيافيلي" عازم على البحث عن سياسة تستطيع إسرائيل من خلالها الحصول على أفضل تسوية ممكنة للصراع في الشرق الأوسط" - سياسة تتضمن صهيونية "ذات الجودة وليس المساحة".

## العمل العسكري
كان يعتبر ضابط مخابرات لامع، وخلال فترة توليه منصب رئيس المخابرات العسكرية نفذ عملية اغتيال العقيد مصطفى حافظ، رئيس المخابرات المصرية في قطاع غزة، وتوجيه ومراقبة أنشطة الفدائيين الذين نفذوا هجمات في إسرائيل.
وفي الفترة من 1976 إلى 1978، عمل مستشارا لرئيس الوزراء لشؤون الاستخبارات، تحت رئاسة رئيسي الوزراء إسحاق رابين و‌مناحم بيجن.

## ما بعد الجيش
أُجبِر حربي على الاستقالة من منصبه كرئيس للمخابرات العسكرية نتيجة لليلة البط عام 1959. بعد حياته العسكرية، عمل هاركابي أستاذا زائرا في جامعة برينستون وباحثا زائرا في مؤسسة بروكينغز. وكان أستاذ موريس هيكستر ومدير معهد ليونارد ديفيس للعلاقات الدولية ودراسات الشرق الأوسط في الجامعة العبرية في القدس.

## الجوائز
جائزة إسرائيل عام 1993

## وصلات خارجية
- On Making Peace Despite the Risks - Ze'ev Schiff
- Heads of A'man, موساد، شاباك